# Vellozia wasshausenii
Vellozia wasshausenii är en enhjärtbladig växtart som beskrevs av Lyman Bradford Smith och Edward Solomon Ayensu. Vellozia wasshausenii ingår i släktet Vellozia och familjen Velloziaceae. Inga underarter finns listade.